# Chiodos
Chiodos är ett amerikanskt post-hardcore-band från Davison (en förstad till Flint) i Michigan. 
Bandet har turnerat i USA flera gånger och har då spelat med bland annat From First to Last, Coheed and Cambria, Saosin, Armor for Sleep, Atreyu, Yellowcard, The Used, Senses Fail, Aiden, The Devil Wears Prada, Evaline och 30 Seconds to Mars. 
De ursprungliga medlemmarna startade bandet år 2001 med namnet The Chiodos Bros. under deras gymnasietid i hemstaden Davidson, Michigan. Gruppen bytte några år senare namn till Chiodos. 
Chiodos släppte tre EP, en för varje år fram tills 2004 då de började planerade debutalbumet. Deras debutskiva, All's Well That Ends Well,  släpptes den 26 juli 2005 genom Equal Vision Records. Albumet nådde tredje plats på Billboard Top Heatseekers lista och plats 164 på Billboard 200.

## Medlemmar
Nuvarande medlemmar
- Craig Owens – sång (2001–2009, 2012– )
- Bradley Bell – keyboard, piano, synthesizer, bakgrundssång (2001– )
- Pat McManaman – rytmgitarr (2001– )

Tidigare medlemmar
- Jason Hale – sologitarr (2001–2012)
- Derrick Frost – trummor, slagverk (2001–2009, 2012–2014)
- Matt Goddard – basgitarr (2001–2014)
- Brandon Bolmer – sång (2010–2012)
- Tanner Wayne – trummor, slagverk (2010–2012)
- Thomas Erak – sologitarr, bakgrundssång (2012–2014)

Turnerande medlemmar
- Sergio Medina – gitarr (2014)
- Thomas Pridgen – trummor, slagverk (2014)
- Joseph Troy – basgitarr (2014–2015)
- Joseph Arrington – trummor, slagverk (2014–)
- Chad Crawford – sologitarr (2015– )

## Diskografi
Studioalbum
- All's Well That Ends Well (2005)
- Bone Palace Ballet (2007)
- Illuminaudio (2010)
- Devil (2014)

EP
- The Chiodos Brothers (2001)
- The Best Way to Ruin Your Life (2002)
- The Heartless Control Everything (2003)

Singlar
- "All Nereids Beware" (2005)
- "One Day Women Will All Become Monsters" (2005)
- "Baby, You Wouldn't Last a Minute on the Creek" (2006)
- "The Words 'Best Friend' Become Redefined" (2007)
- "Lexington (Joey Pea-Pot with a Monkey Face)" (2008)
- "The Undertaker's Thirst for Revenge is Unquenchable (The Final Battle)" (2008)
- "Caves" (2010)
- "Notes In Constellations" (2010)
- "Ole Fishlips Is Dead Now" (2014)